# Plédéliac
 Plédéliac  (en bretón Pledeliav) es una población y comuna francesa, situada en la región de Bretaña, departamento de Côtes-d'Armor, en el distrito de Dinan y cantón de Jugon-les-Lacs.

## Demografía
| 1399 | 1390 | 1336 | 1300 | 1232 | 1238 |
| Para los censos de 1962 a 1999 la población legal corresponde a la población sin duplicidades (Fuente: INSEE [Consultar]) |      |      |      |      |      |

## Lugares de interés
- Castillo de la Hunaudaye, del siglo XIII, monumento histórico de Francia.